# Ilabrat
Ilabrat, en la mitología acadia es el visir y pertenece al séquito del gran dios del cielo Anu.
Aparece en las tablillas de la leyenda de "Adapa y la comida de la vida", y explica el origen de la muerte. Adapa, que ha conseguido sabiduría pero no la vida eterna, es un sacerdote del templo de Ea en Eridú, donde hace rituales con pan y agua.
Mientras está pescando, en un mar en calma, se levanta de repente el viento del sur que vuelca su barco, y cae al mar. Enfurecido, rompe las alas del viento, para que durante siete días no pueda soplar la frescura del mar sobre la tierra caliente. Adapa es convocado ante el tribunal de Anu en los cielos, y su padre Ea le aconseja que no coma ni beba nada allí pues tiene miedo que le den la comida y la bebida de la muerte. Adapa sigue este consejo, y se niega a tomar la comida que, por el contrario, le habría hecho a él y sus descendientes, inmortal.
Anu llamó a su visir mensajero Ilabrat:
¿Por qué no ha soplado el viento del sur durante siete días?
Su visir Ilabrat le contestó:
"Mi señor, Adapa, el hijo de Ea, ha roto las alas del viento del sur."